# Tony Bettenhausen Jr.
Tony Bettenhausen Jr., född den 20 oktober 1951 i Joliet i Illinois i USA, död den 14 februari 2000 i Kentucky, var en amerikansk racerförare och sedermera stallägare i IndyCar/CART.

## Racingkarriär
Bettenhausen Jr. körde i IndyCar under 1980-talet, och slutade som bäst på en sjätte plats totalt 1981. Samma år blev han sjua i Indy 500, vilket var hans bästa resultat i den tävlingen. Han blev sedermera stallägare, och hade bland annat Stefan Johansson och Hélio Castroneves som förare. Inför säsongen 2000 var Bettenhausen på väg till Homestead-Miami Speedway för ett försäsongstest, när hans lilla flygplan havererade och han avled.